# Tylön
Tylön este o arie protejată (arie de protecție specială avifaunistică — SPA) din Suedia întinsă pe o suprafață de 86,2 ha, integral pe uscat.

## Localizare
Centrul sitului Tylön este situat la coordonatele 56°38′51″N 12°42′42″E / 56.6476°N 12.7116°E.

## Înființare
Situl Tylön a fost declarat arie de protecție specială avifaunistică în martie 1996 pentru a proteja 3 specii de animale.

## Biodiversitate
Situată în ecoregiunile continentală și marină Atlantică, aria protejată nu include niciun habitat protejat.
La baza desemnării sitului se află mai multe specii protejate de  păsări (3): ciuf de câmp (Asio flammeus), Phalacrocorax carbo sinensis, chiră de baltă (Sterna hirundo).